# Andrew Peacock
Andrew Sharp Peacock (ur. 13 lutego 1939 w Melbourne, zm. 16 kwietnia 2021 w Austin) – australijski polityk należący do Partii Liberalnej. Był ministrem w rządzie Johna Gortona, Williama McMahona oraz Malcolma Frasera. W latach 1983–1985 i 1989–1990 był liderem Partii Liberalnej.

## Życiorys
Peacock urodził się w Melbourne, jako syn zamożnego dyrektora kompanii. Uczęszczął do Scotch College oraz studiował prawo na University of Melbourne. W 1962 został prezydentem Młodych Liberałów. Rok później ożenił się z Susan Rossiter, córką parlamentarzysty izby niższej Australii, sir Johna Fredericka Rossiter. Mają trójkę dzieci. W 1965 został przewodniczącym Viktoriańskiej Partii Liberalnej. W 1997 otrzymał Order Australii.